# Kaliese Spencer
Kaliese Spencer (Westmoreland, 6 maggio 1987) è un'ostacolista e velocista giamaicana, specializzata nei 400 metri ostacoli e 400 metri piani.

## Biografia
Nata nella parrocchia di Westmoreland, in Giamaica, sua madre, Merfelin Spencer, era un'atleta dei 400 m al college e suo padre Joshua Spencer era un mezzofondista e lei ha seguito le loro orme nello sport dell'atletica. Frequentò la University of Technology in Giamaica e iniziò a concentrarsi sulla corsa sotto la guida di Stephen Francis nell'ambito del suo Maximising Velocity and Power Track Club. Ottenne il suo primo successo negli ostacoli ai Campionati mondiali juniores di atletica leggera del 2006, dove vinse il titolo juniores dei 400 m ostacoli con un record personale di 55,11 secondi. Il suo debutto a livello senior avvenne l'anno successivo e raggiunse le semifinali del suo evento ai Campionati mondiali di atletica leggera di Osaka 2007.
La Spencer iniziò bene la stagione all'aperto del 2008 correndo un tempo da leader mondiale nei 400 metri all'Azuza Pacific Invitational, vincendo con il miglior tempo personale di 50,55 secondi. Tuttavia, subì un infortunio all'anca e si allenò solo sporadicamente nel resto dell'anno, mancando di conseguenza la partecipazione alla squadra olimpica giamaicana per i Giochi olimpici di Pechino 2008.
Nel 2009 iniziò a gareggiare nella IAAF Golden League, partecipando al Reebok Grand Prix, al Golden Gala e all'Herculis, anche se in queste occasioni non è riuscita a salire sul podio. Ai Campionati del mondo 2009, Spencer raggiunse la finale dei 400 m ostacoli femminili e si classificò quarta con un record personale di 53,56 secondi, mentre la sua compagna di squadra Melaine Walker vinse l'oro stabilendo il nuovo record dei campionati. Fu anche la sostituta della staffetta 4×400 m ai campionati e aiutò la sua squadra ad avanzare fino alla finale, dove vinse la medaglia d'argento. Poco dopo si impose sulla Walker al Grand Prix IAAF di Zagabria. La Spencer concluse la sua stagione vincendo la medaglia d'argento alla finale mondiale IAAF di atletica leggera del 2009, correndo in 53,99 secondi dietro la Walker. L'anno successivo la IAAF Diamond League 2010 divenne l'obiettivo principale della Spencer, che si classificò sesta al primo meeting, lo Shanghai Golden Grand Prix di maggio. Vinse al Meeting International Mohammed VI d'Athlétisme de Rabat, sconfiggendo Perri Shakes-Drayton, e si classificò terza nei 400 m ai Campionati giamaicani dello stesso mese. Iniziò a farsi notare in Diamond League, arrivando seconda dietro Lashinda Demus al Prefontaine Classic e al Golden Gala, registrando un record personale di 53,48 s. Ottenne la sua prima vittoria nel circuito maggiore al British Grand Prix. Subito dopo vinse all'Herculis e stabilì anche un record di 53,72 s alla gara di Spitzenleichtathletik in Svizzera.
La ventiquattrenne stabilì un record personale nei 400 m ostacoli di 52,79 secondi all'Aviva Grand Prix di Crystal Palace il 5 agosto 2011. Di conseguenza, la Spencer era la grande favorita per la conquista della medaglia d'oro ai Campionati mondiali di atletica leggera 2011 di Daegu, in Corea del Sud, dove si classificò quarta.
Alle Olimpiadi di Londra 2012, la Spencer inizialmente mancò di poco la medaglia, finendo al quarto posto nei 400 m ostacoli. Nel dicembre 2022 fu promossa alla medaglia di bronzo, in seguito all'eliminazione della medaglia d'oro della russa Natalya Antyukh.
La Spencer vinse la medaglia d'oro nella sua specialità ai Giochi del Commonwealth 2014, tenutisi a Glasgow.

## Progressione

### 400 metri piani
| Stagione | Tempo | Luogo    | Data      | Rank. Mond. |
| -------- | ----- | -------- | --------- | ----------- |
| 2014     | 51"39 | Kingston | 25-1-2014 | 2ª          |
| 2013     | 50"19 | Rieti    | 8-9-2013  | 9ª          |
| 2012     | 50"63 | Rieti    | 9-9-2012  | 19ª         |
| 2011     | 50"71 | Kingston | 25-6-2011 | 13ª         |
| 2010     | 50"64 | Berlino  | 22-8-2010 | 13ª         |
| 2009     | 52"43 | Velenje  | 2-7-2009  | 101ª        |
| 2008     | 50"55 | Azusa    | 18-4-2008 | 13ª         |
| 2007     | 51"76 | Kingston | 19-5-2007 | 61ª         |
| 2006     | 51"56 | Kingston | 18-3-2006 | 48ª         |

### 400 metri piani indoor
| Stagione | Tempo | Luogo | Data     | Rank. Mond. |
| -------- | ----- | ----- | -------- | ----------- |
| 2014     | 51"54 | Sopot | 8-3-2014 | 6ª          |

### 400 metri ostacoli
| Stagione | Tempo | Luogo    | Data      | Rank. Mond. |
| -------- | ----- | -------- | --------- | ----------- |
| 2013     | 54"22 | Zurigo   | 29-8-2013 | 7ª          |
| 2012     | 53"49 | Losanna  | 23-8-2012 | 4ª          |
| 2011     | 52"79 | Londra   | 5-8-2011  | 3ª          |
| 2010     | 53"33 | Zurigo   | 19-8-2010 | 3ª          |
| 2009     | 53"56 | Berlino  | 20-8-2009 | 4ª          |
| 2007     | 55"62 | Kingston | 23-6-2007 | 32ª         |
| 2006     | 55"11 | Pechino  | 17-8-2006 | 22ª         |

## Palmarès
| Anno | Manifestazione          | Sede    | Evento      | Risultato  | Prestazione | Note                                     |
| ---- | ----------------------- | ------- | ----------- | ---------- | ----------- | ---------------------------------------- |
| 2006 | Mondiali juniores       | Pechino | 400 m hs    | Oro        | 55"11       |                                          |
| 2007 | Mondiali                | Osaka   | 400 m hs    | Semifinale | 56"69       |                                          |
| 2009 | Mondiali                | Berlino | 400 m hs    | 4ª         | 53"56       | Miglior prestazione personale            |
| 2009 | Mondiali                | Berlino | 4×400 m     | Argento    | 3'21"15     | [ 14 ]                                   |
| 2011 | Mondiali                | Taegu   | 400 m hs    | 4ª         | 54"01       |                                          |
| 2012 | Giochi olimpici         | Londra  | 400 m hs    | 4ª         | 53"66       |                                          |
| 2013 | Mondiali                | Mosca   | 400 m hs    | Batteria   | dq          |                                          |
| 2013 | Mondiali                | Mosca   | 4×400 m     | Batteria   | dq          |                                          |
| 2014 | Mondiali indoor         | Sopot   | 400 m piani | Argento    | 51"54       | Miglior prestazione personale            |
| 2014 | Mondiali indoor         | Sopot   | 4×400 m     | Argento    | 3'26"54     | Record nazionale                         |
| 2014 | World Relays            | Nassau  | 4×400 m     | Argento    | 3'23"26     | Miglior prestazione personale stagionale |
| 2014 | Giochi del Commonwealth | Glasgow | 400 m hs    | Oro        | 54"10       |                                          |
| 2015 | Mondiali                | Pechino | 400 m hs    | 8ª         | 55"47       |                                          |

## Altre competizioni internazionali
2009
- Argento alla World Athletics Final ( Salonicco), 400 m hs - 53"99

2010
- Vincitrice della Diamond League nella specialità dei 400 m hs (24 punti)

2011
- Vincitrice della Diamond League nella specialità dei 400 m hs (24 punti)

2012
- Vincitrice della Diamond League nella specialità dei 400 m hs (24 punti)

2014
- Vincitrice della Diamond League nella specialità dei 400 m hs (30 punti)